# Meine verrückte türkische Hochzeit
Meine verrückte türkische Hochzeit (Nunta mea turcească) este o comedie germană produsă în anul 2005 în regia lui Stefan Holtz. Filmul a fost distins ca cel mai bun film de televiziune german din anul 2006.

## Acțiune
Götz, proprietarul unei case de discuri din cartierul turcesc Kreuzberg, Berlin se întdrăgostește de Aylin, o tânără turcoaică care este deja promisă medicului turc Tarkan. Aylin are pe ascuns o aventură cu germanul Götz, care nu este acceptat de familia fetei. Planul celor doi tineri de a se căsători se lovește de rezistența rudeniilor fetei dar și de a mamei lui Götz, care pe de altă parte ține prelegeri antirasiste. Pus sub presiune Götz acceptă spre stupoarea mamei sale, să se convertească ca musulman și fie botezat ca atare. După o serie de neînțelegeri cauzate de diferențele de cultură, obiceiuri turcești de cele germane, cei doi tineri se căsătoresc într-o mașină, într-un mod mai puțin convențional.